# 新集乡 (彭阳县)
新集乡，是中华人民共和国宁夏回族自治区固原市彭阳县下辖的一个乡镇级行政单位。

## 行政区划
新集乡下辖以下地区：
新集村、张化村、上蔡村、谢寨村、马旺堡村、白林村、周家庄村、大伙村、峁堡村、何山村、张湾村、白河村、沟口村、上马洼村、下马洼村、姚河村、太寺村、白草洼村和赵沟村。